# Acanthotingis
Acanthotingis is een geslacht van wantsen uit de familie van de Tingidae (Netwantsen). Het geslacht werd voor het eerst wetenschappelijk beschreven door Monte in 1940.

## Soorten
Het genus bevat de volgende soorten:

- Acanthotingis apicicornis Monte, 1940
- Acanthotingis deltoides Knudson, Rider & Knodel, 2021